# Avante
Avante – tematyczny kanał telewizyjny o profilu hobbystycznym. Kanał dostępny był w Polsce od 1 kwietnia 2001 (zastąpił Bet on Jazz) do 31 maja 2003 (zastąpiony przez BBC Prime).
Rozpoczął nadawanie 1 kwietnia 2001 roku, wraz z siostrzanym kanałem Club, na platformie Wizja TV początkowo w oryginalnej wersji językowej. Programy z polskim lektorem pojawiły się w czerwcu 2001. Emitował głównie programy motoryzacyjne, reality, militaria, dokumenty i magazyny o nowinkach technicznych, a pod koniec swojej działalności również seriale sensacyjne.
Kanał dostępny był w ofercie platformy Wizja TV, Cyfra+ oraz w sieciach kablowych. 31 maja 2003 roku, czyli kilku miesiącach od fuzji Wizji TV z Cyfrą+, kanał ten zakończył działalność nie tylko w Polsce, ale i w innych krajach europejskich w związku z cięciami budżetowymi UPC.

## Logo
| Lata                            | Opis                                                                                              | Logo |
| ------------------------------- | ------------------------------------------------------------------------------------------------- | ---- |
| 1 kwietnia 2001 – 31 lipca 2002 | 6 prostokątów, a na każdym z nich napis „Avante”.                                                 |      |
| 1 sierpnia 2002 – 31 maja 2003  | Zniknęły 6 prostokątów, ale w zamian pojawiła się kreska, a na kresce pojawił się napis „Avante”. |      |